# Jisrael Achat (1999)
Jisrael Achat (hebräisch ישראל אחת deutsch ‚Ein Israel‘, englisch One Israel) war eine israelische Parteienallianz von Meimad, Gescher und ʿAvoda, die an der Wahl 1999 zur Fünfzehnten Knesset antrat.

## Hintergrund
Zur Gründung von Jisrael Achat kam es, da die ʿAvoda, unter ihrem Vorsitzenden Ehud Barak, für die Wahlen am 17. Mai 1999 sich mehr in die „Mitte“ der Gesellschaft begeben, nicht so säkular und elitär gegenüber den Wählern der Mizrachim erscheinen wollte. Da die Partei Gescher, unter anderem über ihren Vorsitzenden David Levy, in dieser Bevölkerungsgruppe stark verankert war, und der Einbindung der religiösen Partei Meimad erhofften sich die Parteistrategen mit einem positiven Ergebnis ähnlich dem der New Labour in Großbritannien.
In der Bündnisvereinbarung wurde der erste Listenplatz für Ehud Barak, der zweite für Schimʿon Peres und der dritte für David Levy vereinbart. Zudem wurde Gescher zugesichert zwei weitere „sichere“ Listenplätze, sowie eine Ministerposition für David Levy zu erhalten. Dem Bündnispartner Meimad wurde ein sicherer Listenplatz, sowie eine Ministerposition für ein nicht in die Knesset gewähltes Mitglied zugesagt. In den Meinungsumfragen lag das Parteienbündnis bei 33 Sitzen, bei der Wahl gewann es 26 Sitze. Die 26 Sitze waren die wenigsten, die jemals eine größte Fraktion in der Knesset hatte. Bei der vorherigen Wahl erlangte die Awoda allein 34 Sitze in der Vierzehnten Knesset. Von den 26 Sitzen gingen an die Awoda 22, Gescher 3 und Meimad 1.
Bei der gleichzeitig stattfindenden Wahl zum Ministerpräsidenten konnte sich Ehud Barak gegen den Amtsinhaber Benjamin Netanjahu durchsetzen. Bei den folgenden Koalitionsverhandlungen zur Regierungsbildung beteiligten sich neben dem Parteienbündnis die Parteien: Schas, Meretz, Jisra’el ba-Alija, Mifleget ha-Merkas, Nationalreligiöse Partei und Vereinigtes Thora-Judentum. Vereinbarungsgemäß wurde David Levy Außenminister und Michael Melchior (Meimad) wurde Minister für Soziale Angelegenheiten und Angelegenheiten der Diaspora.
Die Teilnahme von Ehud Barak an den Friedensverhandlungen in Camp David mit Bill Clinton und Jassir Arafat veranlasste Gescher die Regierungskoalition am 7. März 2001 zu verlassen. Am 7. Mai 2001 trat die Fraktion Derech Chadascha mit ihrer Abgeordneten Dalia Rabin-Pelossof der Regierungskoalition bei und vereinigte sich mit Jisrael Achat. Die Fraktion der Jisrael Achat benannte sich am 15. Mai 2001 in Avoda-Meimad um.
Nach der Auflösung des Parteienbündnis wurden Vorwürfe laut, dass das Bündnis die Gesetze zur Parteienfinanzierung umgangen hat. Der State Comptroller of Israel, eine Institution die nur der Knesset Rechenschaft schuldet und unabhängig von der Regierung ist, Eliʿeser Goldberg hat eine Summe von dreizehn Millionen Schekel ermittelt, die an Non-Profit-Organisationen unter Umgehung der Spendenlimits geflossen sind.

## Wahlergebnisse
| Wahl                | Stimmen | %    | Mandate  |
| ------------------- | ------- | ---- | -------- |
| Parlamentswahl 1999 | 670.484 | 20,3 | 26 / 120 |